# Marguerite Monvoisin
Marie Marguerite Monvoisin (1658 - Ano da morte desconhecido) era filha de La Voisin, uma notável feiticeira francesa do século XVII e a principal testemunha no famoso Caso dos Venenos. Foi a sua afirmação, feita após a execução de sua mãe em 1680 que implicaram no envolvimento da amante do rei, Madame de Montespan, no processo, fazendo com que Luis XIV, eventualmente, interrompesse a investigação, passando a classificá-la como sigilo.
Marguerite Monvoisin não foi presa com sua mãe em 12 de março de 1679, tendo permanecido ao lado de seu pai, Antoine Monvoisin, até sua morte por causas naturais em maio do mesmo ano. Em 26 de janeiro de 1680, ela e seus dois irmãos foram presos e levados para Vincennes para um interrogatório. A razão para sua detenção é desconhecida.
Entre julho e agosto de 1680, após a execução de sua mãe em fevereiro, Marguerite Monvoisin fez uma confissão que revelou a lista de clientes de sua mãe, o que acabou por tornar público a conexão de La Voisin com Madame de Montespan e a tentativa de assassinato que o monarca, Luis XIV, sofreria por parte de Montespan. Sobre o mesmo tempo, outra pessoa envolvida no caso, Adam Lesage, fez sua confissão, que acrescentou que havia ocorrido o sacrifício de crianças durante as missas negras organizadas por La Voisin. Em 1 de Outubro, após ser presa, a cúmplice de Madame de Montespan, Françoise Filastre, confirmou as declarações de Marguerite Monvoisin e Adam Lesage a respeito do sacrifício de crianças. A confissão envolveu tantas pessoas do alto escalão francês que o rei ordenou que a investigação fosse fechada. Em 9 de Outubro, as declarações de Marguerite Monvoisin foram consideradas vitais, em particular, pelo fato de que ela não era acusada de ter participado em qualquer crime pessoalmente, mas era exclusivamente uma testemunha.
Os membros restantes da organização nunca foram levados a julgamento, e suas confissões foram seladas.
Até 1687, Marguerite Monvoisin ficou presa no Belle-Île-en-Mer. A data de sua morte é desconhecida. 